# Cmentarz katolicki św. Mikołaja w Bydgoszczy

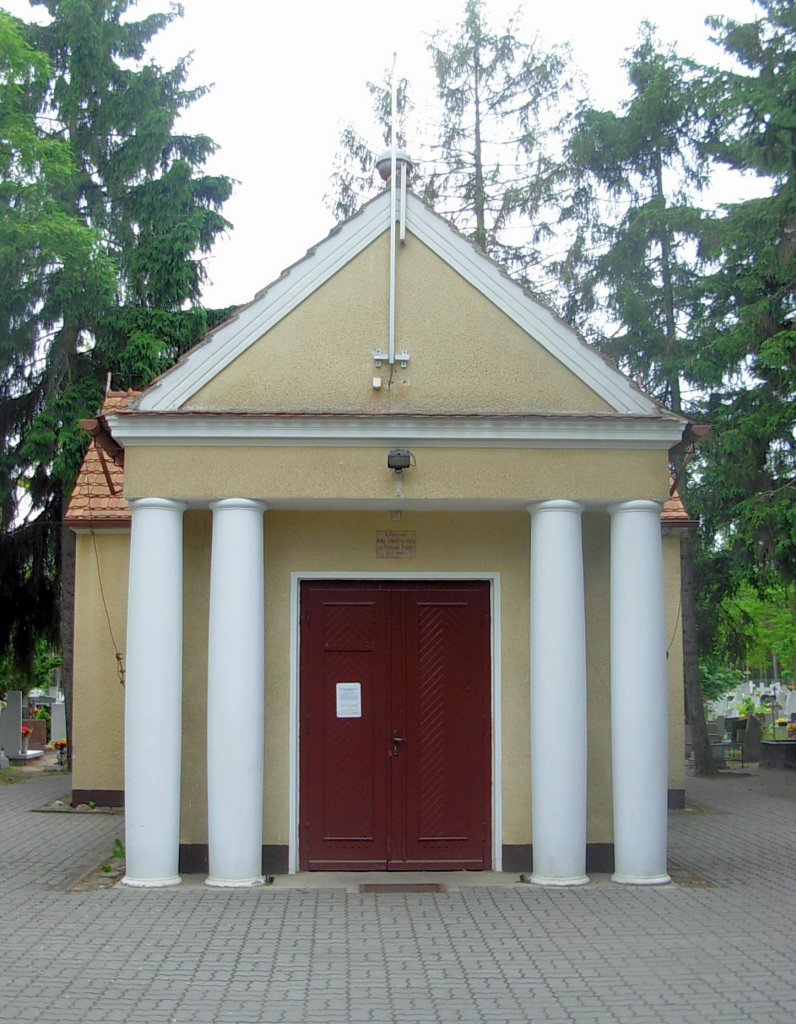
Kaplica zbudowana w okresie międzywojennym

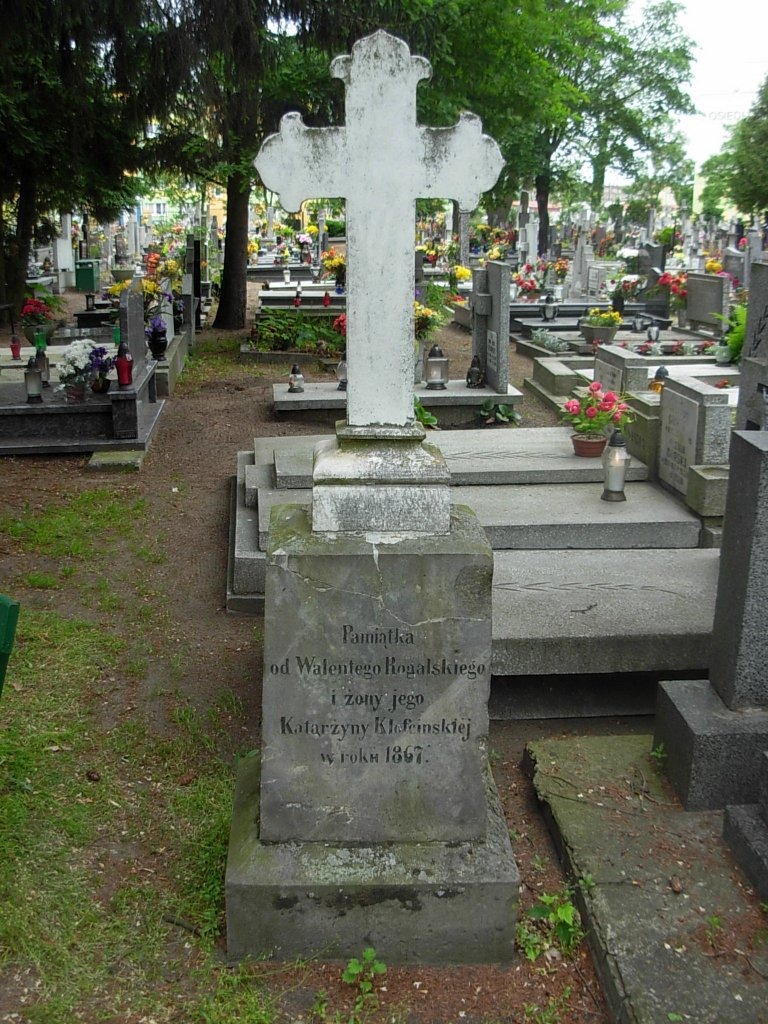
Krzyż pamiątkowy

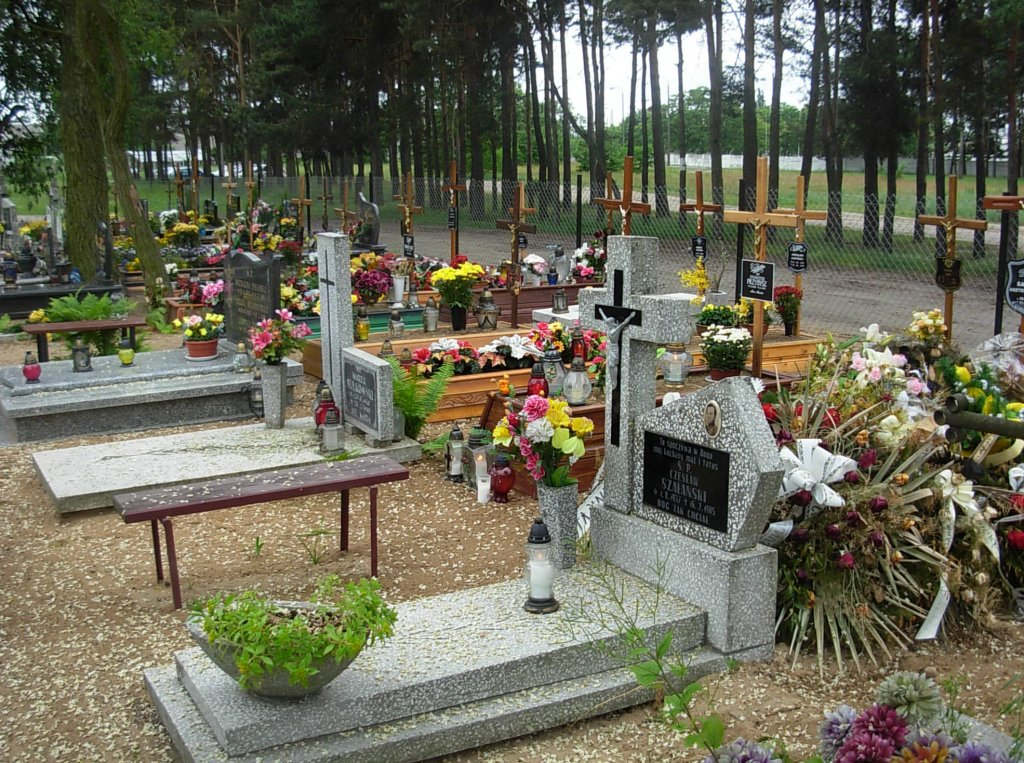
Nowe pochówki

Cmentarz św. Mikołaja w Bydgoszczy – cmentarz katolicki w Bydgoszczy.

## Lokalizacja
Cmentarz znajduje się na osiedlu Kasztelanka w dzielnicy Fordon. Teren cmentarza sąsiaduje od południowego zachodu z ul. Kasztelańską, a od południowego wschodu z ul. Piastową.

## Historia
Cmentarz powstał w 1929 r. jako trzeci w kolejności należący do parafii św. Mikołaja w Fordonie. Pierwszy cmentarz przykościelny, datujący się na I połowę XVI wieku istniał do końca XVIII wieku. Drugi cmentarz założony w latach 80. XVIII w. przy ul. Cechowej, w 1990 r. został przejęty przez nowo erygowaną parafię św. Jana Ewangelisty w Fordonie, której świątynia parafialną został dawny kościół ewangelicki.

### Cmentarz wyszogrodzki
Najstarszy cmentarz należący do poprzednika parafii fordońskiej – parafii św. Marii Magdaleny w Wyszogrodzie założono prawdopodobnie w XII wieku na terenie przykościelnym. Jednak pierwsze wzmianki w źródłach pisanych pochodzą dopiero z końca XVI wieku. W 1584 r. cmentarz wraz ze świątynią został odnowiony i wyposażony w kostnicę. Pochówków dokonywano na nim do lat 60. XVIII w. i prawdopodobnie jeszcze w XIX wieku.

### Dawny cmentarz przykościelny
Pierwsza wzmianka w źródłach pisanych o cmentarzu fordońskim pochodzi z 1555 r.
Na początku XVII wieku posiadał kostnicę i ogrodzenie. W XVIII wieku cmentarz posiadał dużą bramę, 3 furtki w ogrodzeniu i wypełniał cały plac kościelny – teren wokół świątyni i obecny teren rynku w Starym Fordonie. W 1745 r. ustawiono kolumnę z postacią św. Jana Nepomucena. Cmentarz ten istniał do początku XIX wieku, po czym zaniechano na nim pochówków, zgodnie z zarządzeniem władz pruskich, które nakazały tworzenie cmentarzy poza miastem.

### Nagrobki wewnątrz kościoła parafialnego
W okresie od połowy XVI wieku do końca wieku XVIII, zgodnie z powszechnym zwyczajem, wewnątrz świątyni parafialnej chowano zasłużonych obywateli. W 1646 r. w pobliżu ołtarza Zwiastowania Maryi Panny pogrzebano mieszczanina fordońskiego Tomasza Tarkowskiego, a w XVIII wieku złożono w kościele kilka osób, m.in. Reginę Kotyńską. Do dzisiaj zachował się jedynie nagrobek Łukasza Wybranowskiego herbu Poraj (zm. 1639), uczestnika wojen ze Szwecją i Rosją, którego brat Wawrzyniec był rotmistrzem króla Stefana Batorego.

### Dawny cmentarz parafialny
Nowy cmentarz (przy ul. Cechowej) założono po 1780 r., w związku z pochodzącym z zachodu Europy zwyczajem tworzenia cmentarzy za miastem ze względów zdrowotnych oraz z uwagi na skąpość miejsca na cmentarzach przykościelnych. Do końca lat 20. XX w. był to główny katolicki cmentarz dla mieszkańców Fordonu i okolic, zaś w 1990 r. został przekazany w użytkowanie nowo utworzonej parafii katolickiej św. Jana w Starym Fordonie.

### Obecny cmentarz parafialny
Obecny cmentarz parafialny św. Mikołaja zlokalizowano na północny zachód od ówczesnego miasta Fordonu. Przyczyną jego założenia było zapełnienie cmentarza przy ul. Cechowej. Pierwsze pochówki na nowym cmentarzu miały miejsce w 1929 r. W 1935 r. wzniesiono kaplicę cmentarną fundacji Anny Szrejmowskiej i Jadwigi Proch. Przy ogrodzeniu po stronie wschodniej znajduje się zabytkowy krzyż na postumencie z inskrypcją „Pamiątka od Walentego Rogalskiego i jego żony Katarzyny Klofeińskiej w roku 1867”. Cmentarz ozdobiono trzema kamiennymi płaskorzeźbami i grotą z figurą Matki Boskiej. Najstarsze groby znajdują się przy alei prowadzącej od bramy głównej do kaplicy.
W 1993 r. cmentarz wraz z kaplicą zostały wpisane do rejestru zabytków.

## Charakterystyka
Cmentarz posiada wymiary 140 x 140 m i powierzchnię 1,9 ha. W 1996 r. na jego terenie było pochowanych 3,6 tys. osób.

## Zasłużeni
Niektóre osoby pochowane na cmentarzu:
- rodzina Walczaków (najokazalszy grobowiec rodzinny),
- Anna Szrejbrowska (1866–1948) – fundatorka kostnicy, naczelniczka Zakładu Karnego dla kobiet w Fordonie,
- Jadwiga Proch (1879–1978) – współfundatorka kostnicy, pracownik Zakładu Karnego dla kobiet w Fordonie,
- ks. Franciszek Aszyk (1903–1977) – proboszcz i dziekan fordoński,
- ks. Leon Gawin-Gostomski (1881–1937) – proboszcz i dziekan fordoński, budowniczy kościoła i założyciel cmentarza,
- Edmund Jarząbkowski (1920–1938) – uczeń Gimnazjum Klasycznego w Bydgoszczy, na nagrobku płaskorzeźba św. Stanisława Kostki,
- Leokadia Czapińska (1870–1936), żona zmarłego w Odessie aptekarza Eugeniusza Czapińskiego, na nagrobku rzeźba płaczącej kobiety autorstwa Bronisława Kłobuckiego,
- Kazimierz Wlekliński (1893–1977) – powstaniec wielkopolski, działacz T.G. „Sokół”,
- Józefa Żydowicz (1900–1978) – uczestniczka Powstania Wielkopolskiego (jej przodkowie brali udział w narodowych powstaniach w XIX w.), działaczka plebiscytu na Warmii,
- Konstanty Kryger (1870–1937) – kupiec i restaurator, ławnik miejski; 20 stycznia 1920 w Fordonie witał Wojsko Polskie; tutaj też przejął władzę z rąk burmistrza pruskiego, komisaryczny burmistrz (1920–1921) i patron ulicy w Fordonie.

## Galeria

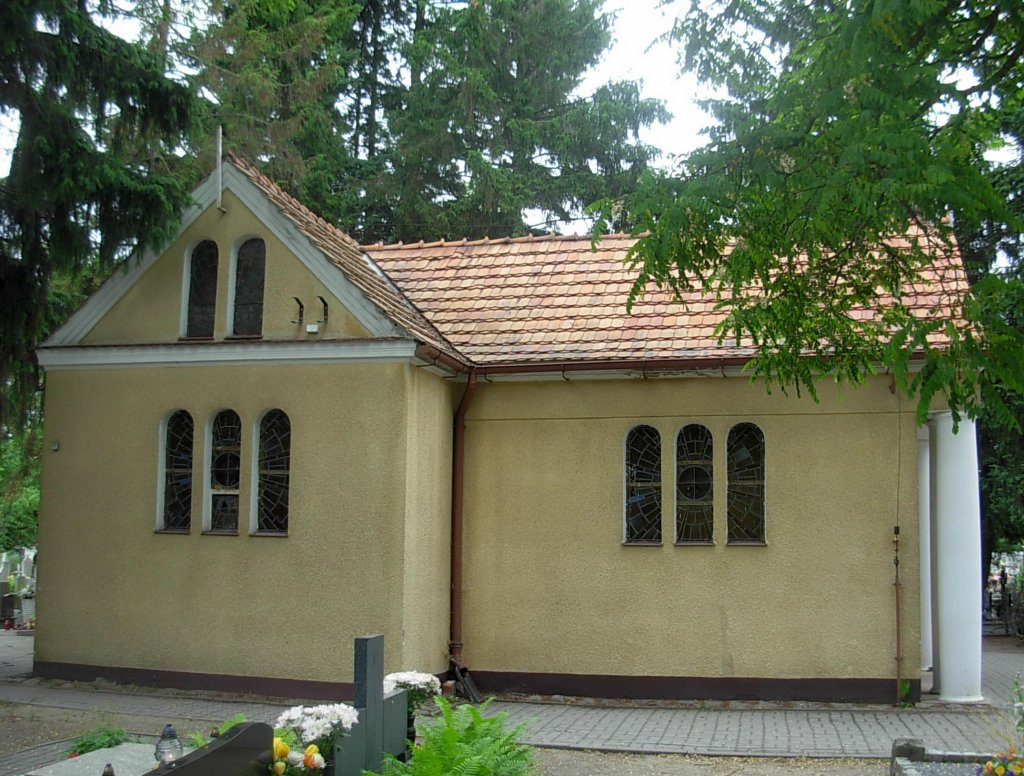
Kaplica
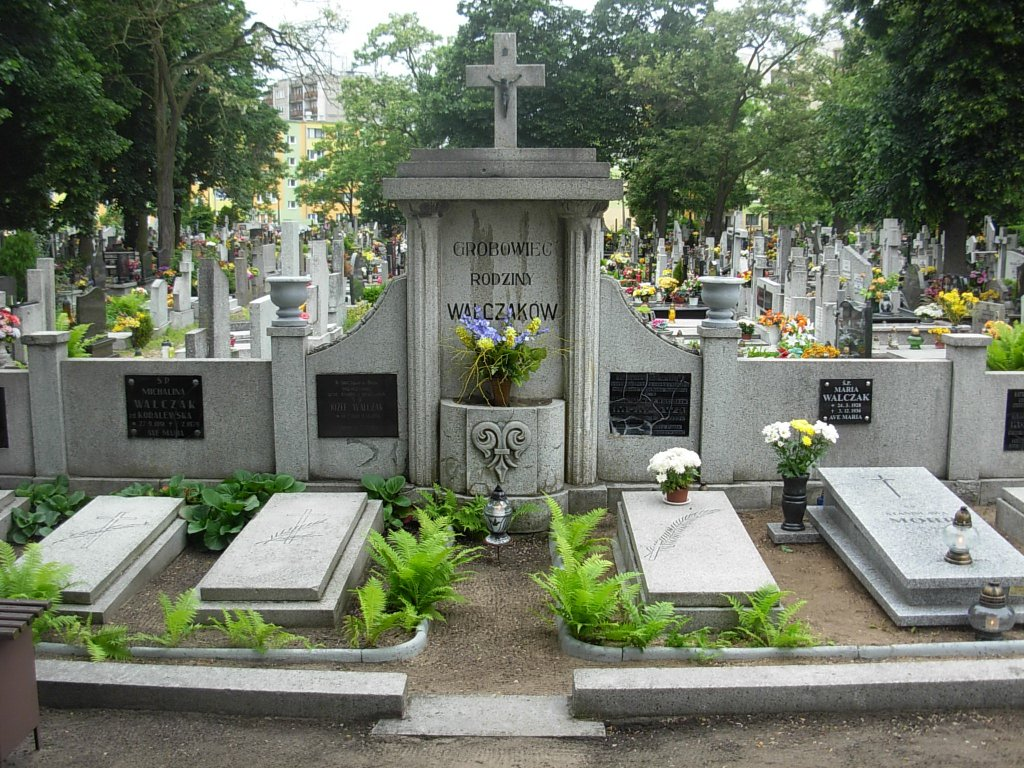
Grób rodzinny
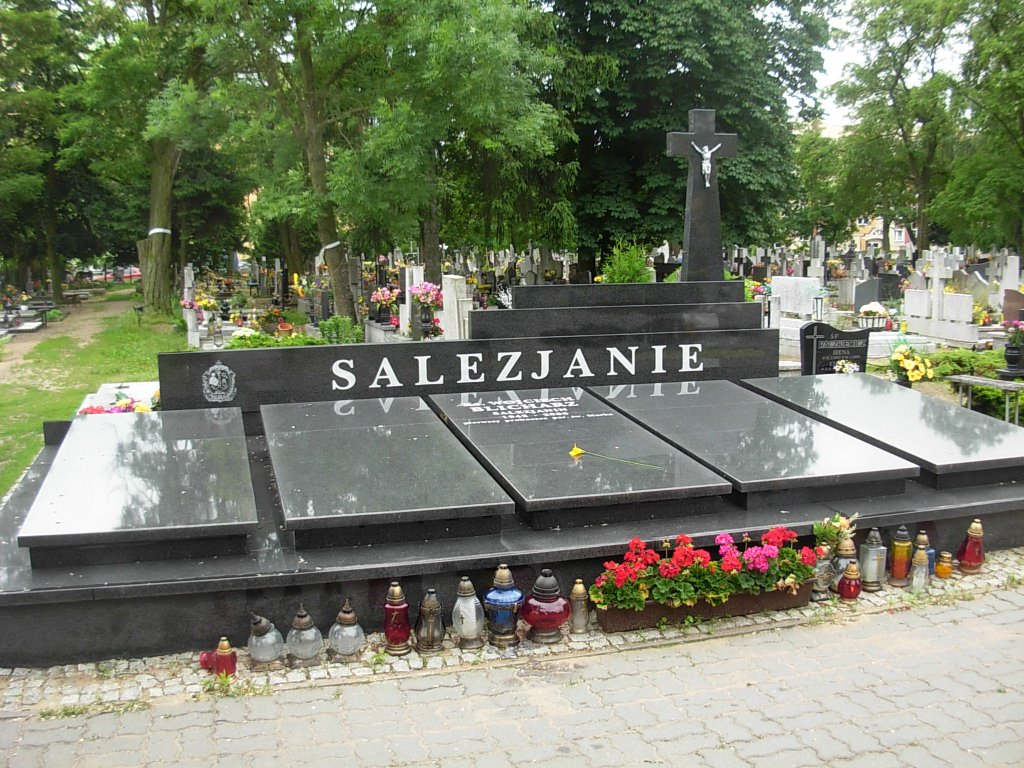
Grób salezjanów
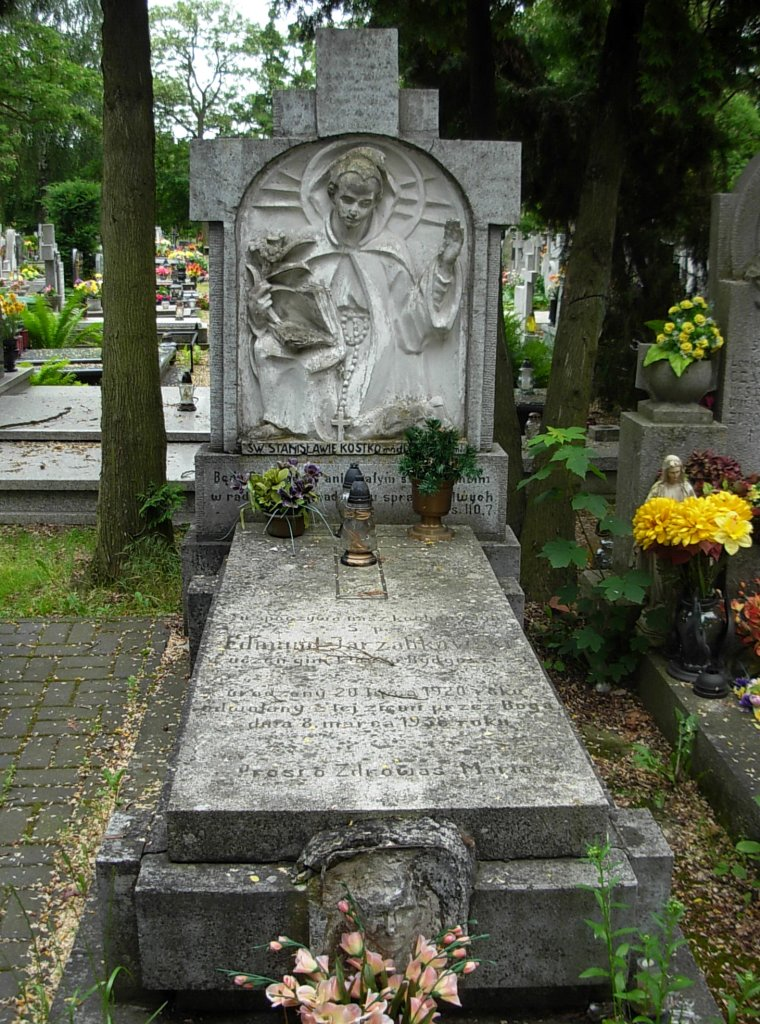
Grób z okresu międzywojennego